# Ataxia albisetosa
Ataxia albisetosa är en skalbaggsart som beskrevs av Stefan von Breuning 1940. Ataxia albisetosa ingår i släktet Ataxia och familjen långhorningar. Inga underarter finns listade.